# Російський державний архів фонодокументів

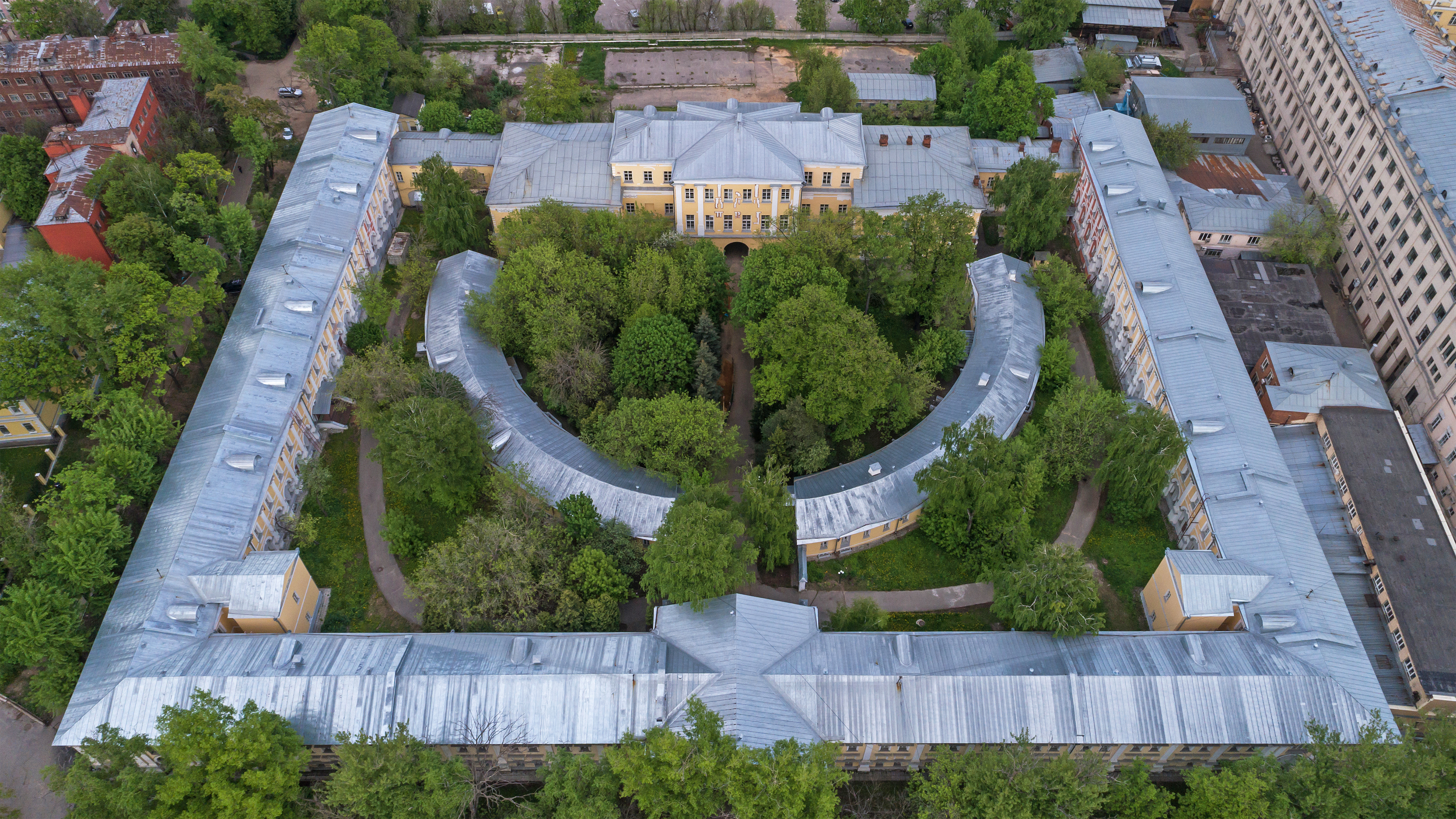

Російський державний архів фонодокументів (РГАФД)  зберігає звукові записи, які охоплюють історію культури та хроніку соціально-політичного життя. У зборах РГАФД  — фонодокументи на різних фізичних носіях, таких як: воскові валики фонографів, грамплатівки, тонфільми, шорінофони, магнітні фонограми, лазерні компакт-диски та ін

## Історія архіву
Створенрий у грудні 1932 року Постановою ЦВК СРСР під назвою Центральний архів звукових записів (ЦАЗЗ). Територіально він перебував там же де й зараз, в Лефортовський палаці на вулиці Коровій брід, нині 2-га Бауманська. 
1934 року ЦАЗЗ був об'єднаний з Центральним кінофотоархівом та існував як самостійний фоновідділ Центрального фотофонокіноархіву СРСР (ЦФФКА СРСР), перейменованого 1941 року в Центральний державний архів кінофотофонодокументів СРСР (ЦДАКФФД СРСР). Довгі роки грамзаписи були єдиним видом фонодокументамів, поширеним як у професійній, так і побутовій сферах. Однак, потреба в оперативних системах фіксації та відтворення звуку стимулювало розробку нових технологій. В 1930-ті роки з'явилися нові різновиди фонодокументів  — тонфільми та шорінофони, проводилися дослідження з магнітним записом. 
Зростання обсягів звукової інформації стало причиною зростання масивів фонодокументів, що підлягають державному зберіганню. Постало питання про відновлення спеціалізованого звукового архіву. 1967 року був відтворений Центральний державний архів звукозаписів СРСР (ЦДАЗУ СРСР).  З червня 1992 архів функціонує як Російський державний архів фонодокументів (РГАФД). 

## Фонди
У фондах РГАФД зберігаються документальні та художні звукозаписи за період з кінця XIX в. по теперішній час. Тут зосереджені всі види звукозаписів  — воскові фонографічні валики, записи на кіноплівці, досвідчені записи на паперовій стрічці «говорить папір», виготовлені механічним та оптичним способом, металеві грамофонні оригінали та грамплатівки, магнітні фонограми, лазерні диски та інші. 
Початок концентрації в архіві звукових документів відноситься до 1934 р. У цей час зі складів фабрик звукозапису надійшли перші оригінали та матриці грамплатівок дореволюційного та радянського виробництва. Зазвичай, до 1950-х років архів отримував лише металеві матриці грамплатівок. Тоді ж архів отримав звукові записи на воскових валиках (зокрема, фольклорну колекцію Державного народного хору ім. М. Є. П'ятницького). 
В 1960—70-ті рр. комплектування архіву фонодокументами велося матеріалами Державного будинку радіомовлення та звукозапису, Державного комітету з телебачення та радіомовлення СРСР, Всесоюзної фірми грамофонних платівок «Мелодія», фонотек музеїв, бібліотек, творчих спілок та приватних осіб. 
Значний за обсягом комплекс фонодокументів складають записи вітчизняних та зарубіжних творів літератури та мистецтва в авторському виконанні, а також у виконанні провідних театральних, музичних та фольклорних колективів. 
Архів комплектується документами приватних зібрань та колекцій, з яких формуються особисті фонди здавачів. 
На підставі Закону про обов'язковий примірник документа, архів приймає на постійне зберігання обов'язкові примірники звукозаписів, виготовлених спеціалізованими фірмами та організаціями. Архів комплектується фонодокументами творчих, просвітницьких, наукових та навчальних спілок, об'єднань, закладів та організацій; громадських рухів та політичних партій; релігійних організацій різних конфесій.

## Діяльність
Російський державний архів фонодокументів розташований в постійному пошуку нових джерел комплектування, особливо в останні роки, коли відбулися серйозні зміни в середовищі виробників аудіопродукції та органів масової інформації. Поряд з прийомом документів фірм, підприємств, радіокомпаній, студій тощо., архів розвиває запис документів «усної історії», де переважають фономемуари, що значно розширює змістовні рамки зборів документів. 24 березня 2014 Фоноархів розпочав співпрацю з Некомерційним партнерством «Викимедиа РУ», що передбачає завантаження аудіозаписів архіву до Вікісховища на умовах вільної ліцензії. Станом на 26 квітня у відповідній категорії Вікісховища налічувалось 19 оцифрованих записів з Архіву. Через жорсткі обмеження, пов'язані з політикою авторського права, поки що проєкт обмежується оцифруванням давніх записів, що вважаються суспільним надбанням, переважно - часів Російської імперії.